# Guerilla von Olama und Mollejones
Die Guerilla von Olama und Mollejones wurde im Mai 1959 in Costa Rica nach dem Vorbild der Kubanischen Revolution gegründet. Durch ein politisch-militärisches Unternehmen, das von der Juventud Conservadora de Nicaragua unter der Führung des in Costa Rica im Exil lebenden Journalisten und Politikers Pedro Joaquín Chamorro stand, sollte in Nicaragua die regierende Somoza-Clans zur Einhaltung der Verfassung und der Abhaltung von freien Wahlen gezwungen werden. Das Unternehmen scheiterte bereits Anfang Juni nach wenigen Tagen, da die Guerilla nicht ansatzweise in der Lage war, in Nicaragua militärisch gegen die Guardia Nacional de Nicaragua zu operieren. 

## Planung und Aufbau der Guerilla
Aufgrund des Erfolgs der Kubanischen Revolution bildeten sich in Nicaragua mehrere Guerillagruppen aus verschiedenen politischen Lagern, die untereinander nicht in Verbindung standen. Während linke Gruppen analog zu Kuba den Sturz der Regierung beabsichtigten, beabsichtigte die Konservative Partei Nicaraguas mit Rückendeckung des ehemaligen Staatspräsidenten und Caudillo, General Emiliano Chamorro Vargas, durch eine Guerillatätigkeit die Regierung von Luis Somoza Debayle zu zwingen, die Verfassung einzuhalten und freie und von neutralen Beobachtern überwachte Wahlen abzuhalten. 
Auf der Suche nach Bündnispartnern flogen Chamorro und Reynaldo Antonio Téfel Vélez (* 1925) offenbar im Frühjahr 1959 zu Beratungen mit Fidel Castro und Che Guevara nach Havanna. Castro hatte allerdings die Betreuung ausländischer Revolutionäre Guevara übertragen, der der nicaraguanischen Delegation erklärte, dass bereits eine andere nicaraguanische Guerilla unterstützt werde. Dabei handelte es sich um die Guerilla von El Chaparral, der auch Carlos Fonseca angehörte, was Chamorro und Téfel jedoch nicht bekannt war.
Daraufhin erklärte sich in San José der costa-ricanische Politiker José Figueres Ferrer, ein erklärter Gegner der Somozas, bereit, die Guerilleros zu unterstützen. So wurden den Rebellen in Punta Llorona bei Quepos/Guanacaste ein Ausbildungsgelände und eine  Curtiss C-46 Commando mit einem Piloten, Hauptmann Rívas Gómez, zur Verfügung gestellt, der früher in der Guardia Nacional de Nicaragua gedient hatte. An dem Unternehmen beteiligten sich auch einige costa-ricanische Militärs der Guardia Civil de Costa Rica wie  Leutnant Sonny Bonny und der dominikanische Major Freddy Fernández. Durch die Vermittlung von Figueres erhielten die Rebellen ein Sammelsurium alter Waffen der Firmen Mauser und Beretta, M1 Garand und Krag-Jørgensen-Gewehre, M3-Maschinenpistolen sowie zwei Johnson-Maschinengewehre. Außerdem wurden ihnen olivgrüne Uniformen geliefert; offenbar gebrauchtes Material aus US-Armee-Beständen.

## Durchführung

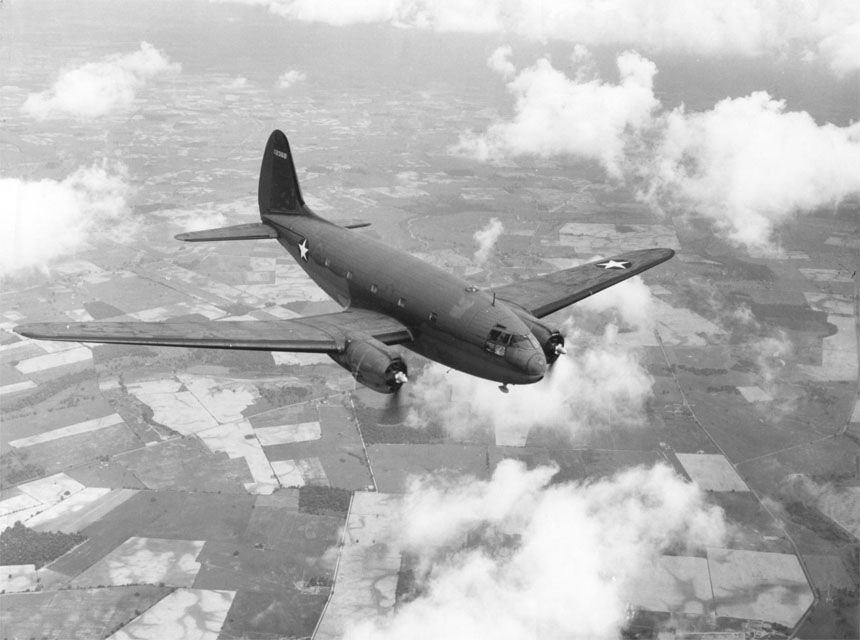
Curtiss C-46 Commando

Boaco Department in Nicaragua

Die Gesamtleitung des Unternehmens oblag Chamorro. Die erste Gruppe der Guerilla bestand aus den Kolonnen San Jacinto unter Führung von Comandante Reynaldo Téfel, José Dolores Estrada unter Führung von José Medina Cuadra und Quinta Columna unter Führung von Luís Cardenal. Sie umfasste 62 Mann und wurde am 31. Mai 1959 von Punta Llorona nach Mollejones gut 40 km nördlich von Boaco ausgeflogen.
Bereits zwei Stunden  später wurden die Guerilleros von der Nationalgarde entdeckt und von einer 50 Mann starken Patrouille angegriffen, die außerdem Luftunterstützung erhielt. Die Guerilleros zogen sich auf die Finca Fruta de Pan zurück, wo die Mehrheit von ihnen kapitulierte. Chamorro zog sich mit 15 Mann in die Berge zurück, musste sich aber einige Tage später einer 46 Mann starken Patrouille der Guardia unter Führung von Leutnant Gastón Quintana ergeben, da die Gruppe durch Dauerregen durchnässt und an Durchfall erkrankt war.  
Die zweite Gruppe mit 51 Mann wurde am 1. Juni von La Llorona in das Tal von Olama in der Nähe von Mollejones  ausgeflogen. Sie bestand aus den Kolonnen José Figueres und Quatro de Abril unter der Führung von Napoleón Ubilla und Ronald Abaunza; Ubilla war ebenfalls ein Ex-Offizier der Garde. Bei der Landung strandete die Maschine auf dem weichen Untergrund. Die Guerilleros wurden von zwei North American P-51 Mustang-Jagdbombern der Nationalgarde beschossen, von einer Patrouille der Garde aufgespürt und musste sich nach einem eineinhalbstündigen Gefecht ergeben.    
Die gefangenen Guerilleros wurden auf dem Campo de Marte (Mars-Feld) in Managua vor ein Militärgericht gestellt und blieben einige Monate in Haft, wurden aber bis Ende Dezember 1959 wieder entlassen.

## Gründe für das Scheitern
Die Guerilla war weder politisch noch militärisch annähernd auf das Unternehmen vorbereitet. Abgesehen von der praktischen militärischen Unerfahrenheit der Guerilleros fehlte jede militärische Strategie, aber auch eine innere Front in den Städten, die Verbindung mit der Guerilla halten und wie auf Kuba als Stadtguerilla operieren konnte. Auch waren die Rebellen nicht auf die Regenzeit in den Bergen vorbereitet gewesen und erkrankten aufgrund der Einnahme von Flusswasser an Durchfallkrankheiten. Von den einheimischen Bauern (campesinos) erhielten die Rebellen keinerlei Unterstützung. Offenbar waren im Operationsgebiet im Departamento Boaco weder Vorratslager angelegt noch ein Informantennetz gegründet worden.   
Die Guerilla von Olama und Mollejones in Nicaragua war jedoch kein Einzelfall. Neben der Juventud Conservadora versuchten teilweise gleichzeitig andere Bewegungen, teilweise mit kubanischer Unterstützung, von Honduras aus Guerillabewegungen in Nicaragua zu etablieren:
- Die Guerilla von El Chaparral, die im Juni 1959 im Departamento El Paraíso mit kubanischer Hilfe in Honduras aufgestellt werden sollte. Sie wurde noch in der Gründungsphase von der honduranischen Armee zerschlagen.

- Ebenfalls im Juni 1959 gründete Chale Haslam im Raum Matagalpa eine Guerilla. Er wurde von einem in seine Gruppe eingeschleusten Agenten ermordet, woraufhin die Bewegung zerfiel.

- Die Frente Revolucionario Sandino (FRS = Revolutionäre Front Sandino). Sie wurde 1959 in Guadalajara/Mexiko gegründet; Mitglied war u. a. Edén Pastora. Sie operierte von Honduras aus bis 1963 im Raum Jalapa (Nicaragua)/Nueva Segovia. Einige ihrer Mitglieder schlossen sich 1963 der Frente Sandinista de Liberación Nacional an.

- Guerilla von Julio Alonso Leclaire. Leclaire war ein ehemaliger Offizier der Guardia Nacional und war bereits 1948 in Costa Rica in der Karibischen Legion tätig gewesen. Seine Guerilla operierte 1960 ebenfalls von Honduras aus am Río Coco, wo sie in mehreren Gefechten mit der Nationalgarde praktisch vollständig aufgerieben wurde.

Alle Guerillagruppen hatten trotz unterschiedlichen politischen Hintergrunds das Potential der Nationalgarde und die Stabilität des Somoza-Regimes völlig unterschätzt. Tatsächlich wurde das Regime schließlich nicht durch eine auf der Fokustheorie Guevaras beruhende Guerillabewegung, sondern 1979 in der Nicaraguanischen Revolution durch einen Volksaufstand gestürzt, den Humberto Ortega in Abkehr von der Fokustheorie konzipiert hatte.